# Return of the Giant Slits
Return of the Giant Slits – drugi album studyjny brytyjskiej grupy The Slits, wydany w 1981 przez CBS.

## Lista utworów
1. "Earthbeat" (Albertine/Pollitt/Ari Up/Smith) – 3:49
2. "Or What It Is?" (Albertine/Pollitt/Ari Up/Smith) – 4:24
3. "Face Place" (Albertine/Pollitt/Ari Up/Smith) – 4:23
4. "Walk About" (Albertine/Pollitt/Ari Up/Smith) – 4:43
5. "Difficult Fun" (Albertine/Pollitt/Ari Up/Smith) – 4:06
6. "Animal Space"/ "Spacier" (Albertine/Pollitt/Ari Up/Smith) – 6:42
7. "Improperly Dressed" (Albertine/Pollitt/Ari Up/Smith) – 4:26
8. "Life On Earth" (Albertine/Pollitt/Ari Up/Smith) – 6:33

### Wersja 2 CD (2007)
CD 1 – Original Album:
1. "Earthbeat" – 3:51
2. "Or What It Is?" – 4:24
3. "Face Place" – 4:23
4. "Walk About" – 4:44
5. "Difficult Fun" – 4:06
6. "Animal Space"/ "Spacier" – 6:42
7. "Improperly Dressed" – 4:28
8. "Life On Earth" – 6:34

CD – 2 Dub-ble Discuss:
1. "Earthbeat Japan" – 5:01
2. "Deutsche Earthbeat" – 4:57
3. "Dub Beat" – 4:59
4. "Face Dub" – 4:24
5. "Begin Again Rhythm" – 5:45
6. "Earthbeat 12"" – 7:17
7. "Earthbeat Extra" – 3:51
8. "WORT FM USA Interview" – 12:03

## Skład
- Ari Up – śpiew, instr. klawiszowe, instr. perkusyjne
- Viv Albertine – gitara
- Tessa Pollitt – gitara basowa
- Bruce Smith – perkusja, instr. perkusyjne